# Aşırallar
Aşırallar è un comune dell'Azerbaigian situato nel distretto di Tovuz. Conta una popolazione di 217 abitanti.